# مادريجال

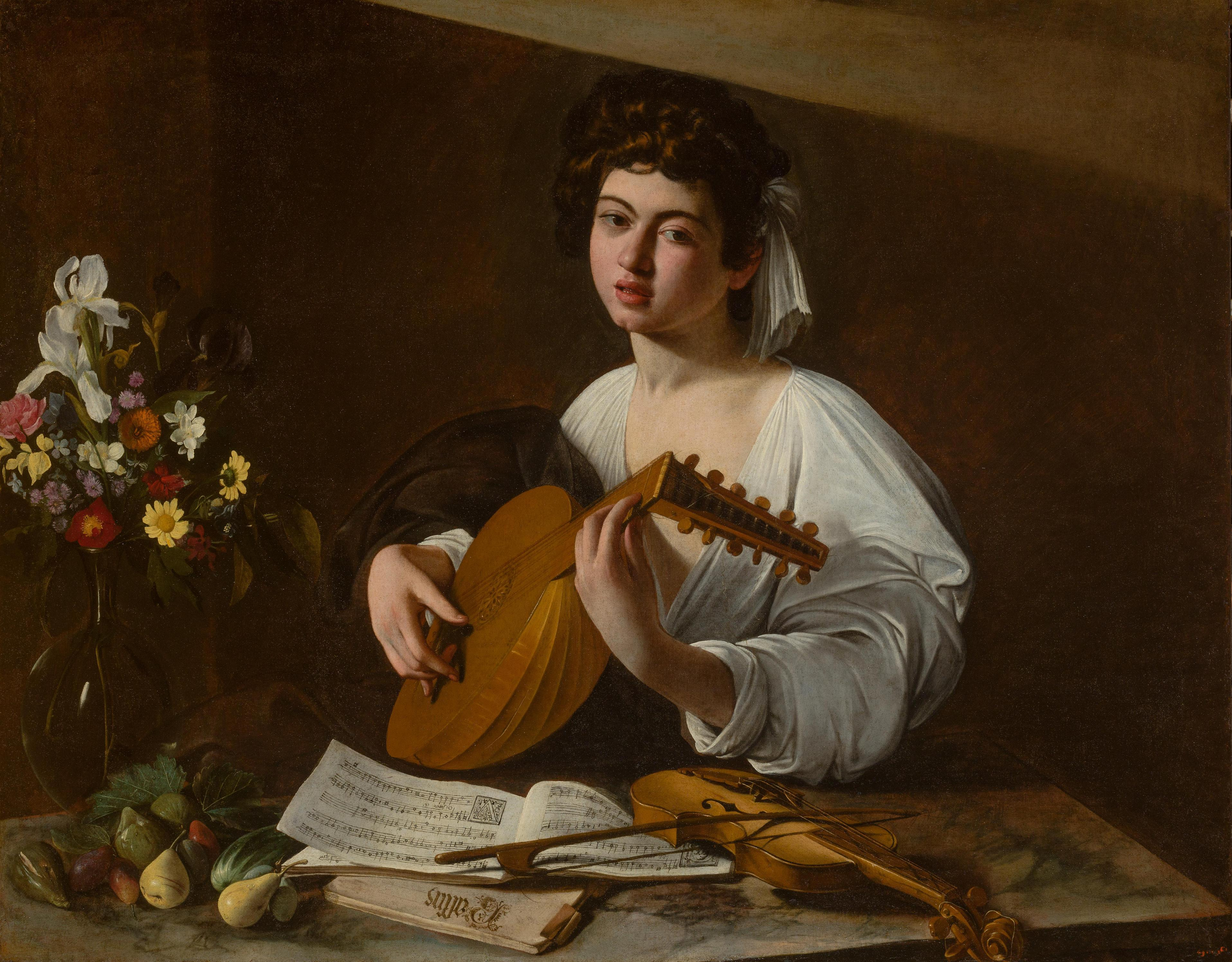

المارديجال وهو نوع من الغناء الذي تتخلله فواصل ورقصات وغناء جماعي، وهو بمثابة البذرة الأولى لفن الأوبرا، وبطبيعة الحال لم تعد المصاحبة الموسيقية مقصورة على آلة واحدة، بل تعددت وتنوعت بين آلات وتريه وأخرى خشبية أو نحاسية، وبذلك بدأت أول التكوينات النهائية لأقامه شكل ثابت للاوركسترا.
ومن بعد ذلك انتقل المادريجال من إيطاليا إلى فرنسا وهولندا ثم إنجلترا، وفي كل بلد كان الفنانون
يضيفون ويجددون في هذا الفن المسرحي الذي طغى على الغناء الديني إلى حد جعل البابا يوحنا الثاني والعشرين حوالي سنة 1324 يصدر قرارًا بمنع الغناء البوليفوني في الكنيسة لما فيه من تركيبات صعبة وأساليب مصطنعة نفر الناس منها وبالتالي بعدوا عن الكنيسة وبدأت رحله ظهور المدرسة —الفلمنكيه.